# Pro Montibus
Federazione Nazionale Italiana Pro Montibus è stata un'associazione ambientalista federativa italiana nata per promuovere il restauro forestale delle montagne italiane. Fu fondata a Torino nel 1898 dal Club Alpino Italiano su impulso dei botanici Pierre Chanoux, Lino Vaccari, Henry Correvon,  Adolf Engler e Filippo Vallino.
Sebbene la Federazione fu assorbita nella Milizia forestale nel 1927 diverse sue sezioni proseguirono la propria attività tra cui quella emiliana, denominata Società Emiliana Pro Montibus et Sylvis (scritto anche Silvis).

## Storia
«L'Associazione si prefigge:
1. Di favorire il rimboschimento e curare l'osservanza delle leggi sul regime dei boschi.
2. Di favorire il miglioramento dei pascoli alpini.
3. Di patrocinare l'istituzione di giardini ed arboreti alpini, di esercitare speciale protezione sulle piante e sulla flora di montagna.
4. Di patrocinare lo sviluppo d tutte le industrie agricole, alpine e silvane.
5. Di favorire la conservazione e la propagazione degli uccelli utili all'agricoltura e dei pesci che popolano i torrenti di montagna.»

— Art. 1, Pro Montibus, Statuto, 1898.
L'associazione fu annunciata nel 1897 in occasione dell'inaugurazione Giardino botanico alpino Chanousia. Fu costituita a Torino nel 1898, con il nome di Pro Montibus, come "associazione italiana per la protezione delle piante e favorire il rimboschimento". Si sviluppò come federazione di associazioni locali per la difesa della natura e soprattutto dei boschi. Nel 1904 la sede nazionale fu trasferita a Roma.
Nel 1908 Guido Baccelli era Presidente generale dell’Associazione nazionale Pro Montibus e Moriniello il Direttore generale. Tra i consiglieri di quell'epoca furono politici, accademici e funzionari come il prof. Emanuele Paternò, Filippo Torrigiani, il principe Scipione Borghese, il prof. Angelo Celli, il prof. Luigi Rava, allora ministro della pubblica istruzione, il prof. Vittorio Perona dell’Istituto forestale di Vallombrosa, Antonio Cederna del CAI, il prof. Lino Vaccari, noto botanico che, in seguito, sarà direttore del giardino alpino Chanousia.
Nel 1898 ne fu costituita anche la sezione bolognese (associazione indipendente federata con la Pro Montibus) che prese il nome della Società emiliana Pro Montibus et Sylvis, sotto la guida del ex-diplomatico del Regno d'Italia, conte Ranuzzi Segni. Dal 1906 al 1914 e poi dal 1945 al 1966 ne fu presidente il noto naturalista Alessandro Ghigi. Dopo la scomparsa della Pro montibus federale negli anni 1920, la sezione di Bologna sarebbe rimasta nota come Pro Montibus et Sylvis.
Il periodo 1850-1910 vide la nascita delle prime organizzazioni della società civile per la protezione del patrimonio culturale e naturale italiano. All'epoca, la natura veniva identificata con il paesaggio e la nascente sensibilità ambientale aveva tre radici culturali di fondo: l'interesse naturalistico di scienziati; la volontà di persone di cultura di proteggere il patrimonio naturale e artistico nazionale; e il desiderio di valorizzare il territorio per il turismo. Molti vedevano la natura con gli occhi dell’educazione letteraria classica e del Romanticismo. I valori culturali di riferimento erano estetici, etici e patriottici: la protezione del paesaggio e dei beni artistici aveva anche un ruolo crescente nella promozione del senso di identità nazionale e nella ricerca del consenso politico.
La Pro Montibus aveva come missione centrale la promozione della gestione e conservazione del patrimonio forestale e degli ambienti di montagna, che erano considerati diffusamente degradati in conseguenza dell'eccessivo sfruttamento.
Nel 1899 la Sezione emiliana istituì la prima Festa degli Alberi, a Castiglione dei Pepoli.
Nel 1909 la Società emiliana Pro Montibus et Sylvis organizzò un convegno forestale a Bologna che gettò le basi per la costituzione del Corpo Forestale e delle politiche di gestione delle foreste e del territorio montano dei successivi decenni. L'anno seguente venne infatti promulgata la legge n. 277/1910, cosiddetta legge “Luzzatti”, che riorganizzò il Corpo Reale delle Foreste e promosse l’acquisto di boschi e terreni per la costituzione del demanio forestale.
L'associazione svolse un ruolo centrale nella costituzione delle prime aree protette in Italia. Nel 1916 all'interno della Pro Montibus et Sylvis fu istituita una Commissione per i parchi nazionali e la tutela della flora e della fauna italiane. Negli anni a venire questo sarebbe divenuto il principale soggetto promotore dei parchi nazionali italiani. Ne facevano parte, tra gli altri, figure di grande rilievo istituzionale o scientifico come Giambattista Miliani, Luigi Rava, Erminio Sipari, Corrado Ricci, Pietro Romualdo Pirotta, Luigi Parpagliolo ed Ercole Sarti.
Nel 1913, in seguito all'abolizione della riserva reale Alta Val di Sangro, in Abruzzo, camoscio d’Abruzzo e orso marsicano rischiavano l’estinzione. L'associazione promosse l'acquisizione di terre dell'area allo scopo di stabilirvi un'area protetta. Durante il 1921-1922 furono affittati terreni che costituirono il primo nucleo di protezione. Dopo un lungo iter preparatorio, l'11 gennaio 1923 venne pubblicato il decreto di costituzione del parco nazionale d’Abruzzo, che sanciva la regolamentazione dell'iniziativa promossa dalla Pro Montibus et Sylvis. Si trattava del secondo parco nazionale costituito in Italia.
Nel 1927, in epoca fascista, nell'ambito di riforme centralizzatrici e di espansione dell’apparato statale, la Pro Montibus venne assorbita nella Milizia Nazionale Forestale, una branca della Milizia Volontaria Sicurezza Nazionale, braccio armato del Partito Nazionale Fascista.

## Pubblicazioni
Dal 1903 la sezione emiliana pubblicò la rivista quindicinale L’Alpe, che si occupava di divulgazione tecnica forestale e alpina, primo periodico del genere nel paese, destinata ad esperti e pubblico generale.
La testata nel tempo è passata a editori diversi. Dal 1914 la rivista passa sotto la direzione dell’Istituto superiore forestale di Firenze. Dal 1928 è stampata dal Touring Club Italiano. Nel 1938 diviene organo ufficiale della Milizia Nazionale Forestale, con il nome di Rivista forestale italiana, pubblicata fino al 1943. Nel 1950, riprende la pubblicazione sotto il nome di Monti e Boschi.
La società emiliana dal 1954 al 1986 ha pubblicato la rivista Natura e Montagna, periodico trimestrale di divulgazione naturalistica, e organo ufficiale della Commissione per la conservazione della natura e delle sue risorse del C.N.R..